# Broadwoodwidger
Broadwoodwidger – wieś w Anglii, w hrabstwie Devon, w dystrykcie Torridge.